# جيرارد جونز
جيرارد جونز (بالإنجليزية: Gerard Jones)‏ هو كاتب أمريكي، ولد في 10 يوليو 1957 في كت بانك في الولايات المتحدة.

## وصلات خارجية
- جيرارد جونز على موقع IMDb (الإنجليزية)